# Rijksbeschermd gezicht Terstraten
Gezicht Terstraten is een van rijkswege beschermd dorpsgezicht in Terstraten bij Nuth in de Nederlandse provincie Limburg. De procedure voor aanwijzing werd gestart op 27 december 1966. Het gebied werd op 5 november 1969 definitief aangewezen. Het beschermd gezicht beslaat een oppervlakte van 13,5 hectare.
Panden die binnen een beschermd gezicht vallen krijgen niet automatisch de status van beschermd monument. Wel zal de gemeente het bestemmingsplan aanpassen om nieuwe ontwikkelingen in het gebied te reguleren. De gezichtsbescherming richt zich op de stedenbouwkundige en cultuurhistorische waardering van een gebied en wil het toekomstig functioneren daarvan veiligstellen.